# Hoacin
Hoacin, ciganska kukmača ili smrdljivi gnjetao, latinski Opisthocomus hoazin, južnoamerička je ptica porodice Opisthocomidae, reda Opisthocomiformes, ranije svrstavana u red kukavica. Ime hoacin dolazi od nahuatlanskog hoactzin.
Prvi put je hoacina 1776. godine opisao njemački zoolog Statius Müller.

## Opis
Hoacin doseže dužinu od 65 centimetara.
Kako su njegovi srodnički odnosi s drugim pticama potpuno nerazjašnjeni, ova se vrsta najčešće svrstava u zaseban red sa samo jednom porodicom i tom jednom vrstom (monotipična vrsta). Takav status vrsta ima radi nekih osobitosti po kojima se razlikuje od svih drugih ptica: probavni sustav mu je sličan sustavu preživača, a mlade ptice imaju na završetcima palca i kažiprsta kandžice.

### Prehrana, razmnožavanje i rasprostranjenost
Hrani se većinom lišćem biljke Araceae (a ostatak prehrane čini mu voće i cvijeće), zbog čega mu meso ima veoma neugodan zadah, pa su ga prozvali i smrdljivi gnjetao. Jedna studija u Venezueli pokazala je da se prehrana hoacina sastoji od 82% lišća Araceae, 10% cvijeća i 8% voća.
Hoacini se razmnožavaju u kišnoj sezoni, a gnijezde se u maloj koloni. U gnijezdo koje se nalazi na stablu ženka polaže dva ili tri jaja.
Živi u područjima Amazonasa i rijeke Orinoco. Stanište ove vrste su nizinske tropske kišne šume do najviše 500 m/Nm.

## Galerija
- Hoacin u letu
- Hoacin na stablu

## Vanjske poveznice
- Hoatzin (Opisthocomus hoazin)

### Ostali projekti
|  | Zajednički poslužitelj ima stranicu o temi Opisthocomus hoazin    |
|  | Zajednički poslužitelj ima još gradiva o temi Opisthocomus hoazin |
|  | Wikivrste imaju podatke o taksonu Opisthocomus hoazin             |